# Minoan Lines

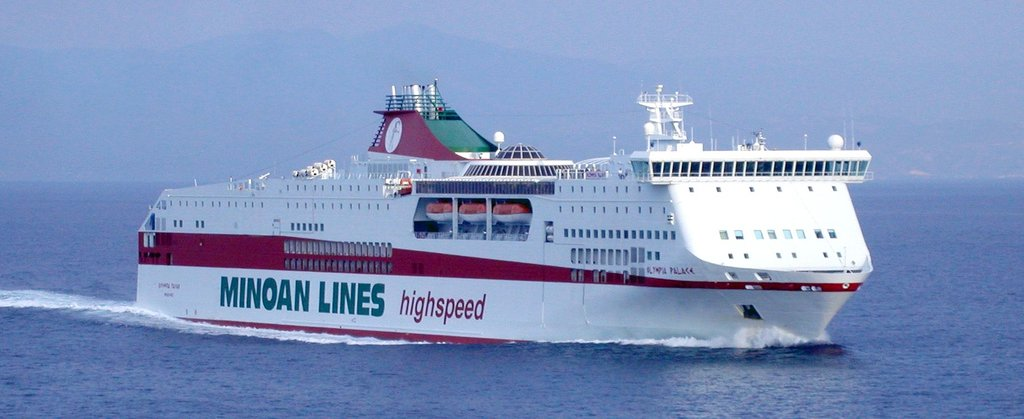
Die Olympia Palace

Minoan Lines ist eine griechische Reederei mit Sitz in Iraklio auf Kreta. Als Vorlage für das Logo der Reederei diente das Lily Prince Fresco, das im Palast von Knossos gefunden wurde.

## Geschichte
Die Gründung erfolgte am 25. Mai 1972. Die erste Fähre war die Minos; sie fuhr am 5. Juli 1974 für die Minoan Lines erstmals im Küstendienst von Piräus nach Iraklio. Sie wurde von der Reederei Efthmiadis übernommen und war die ehemalige Soya-Margareta, ein 1964 umgebauter Öltanker, Baujahr 1952 der Wallenius Lines. Die Ariadne, ein 1967 für die Reederei Tor Lines gebaute Fähre, wurde 1975 als zweites Schiff erworben, um die Verbindung nach Kreta täglich befahren zu können. Die Reederei wuchs durch den Erwerb gebrauchter Schiffe weiter, bis 1981 mit der Aufnahme der Fährverbindung zwischen Patras und Ancona die ersten internationalen Fahrten unternommen wurden.
1984 wurde die Fähre Minos von der Minoan Lines ausgemustert, zum Abbruch nach Split verkauft und durch die Festos ersetzt. 1986 wurden durch die Anschaffung der Ro/Ro-Frachter Agia Galini die Transportmöglichkeiten für Fahrzeuge bis hin zu Gefahrgutlastwagen ausgebaut.
1990 stellte die Reederei mit ihrer Linie Griechenland – Italien – Türkei, welche durch die F/B Ariadne befahren wurde, die Anbindung des östlichen Mittelmeerraumes über Griechenland nach Europa her. Mit der Erotokritos wurde es 1992 für die Urlauber erstmals möglich, ihre Wohnwägen und Reisemobile auf speziellen Oberdecks, die mit der entsprechenden Infrastruktur ausgestattet sind, abzustellen, und sie somit während der Überfahrt zu bewohnen.
1995 stellte Minoan Lines die Hochgeschwindigkeits-Fähre Aretousa in den Liniendienst zwischen Italien und Griechenland. Im Winter war dieses Schiff auch als Kreuzfahrtschiff unterwegs. Dies war der Beginn der kompletten Erneuerung der Flotte bis zur Jahrtausendwende. Die Fähren Ikarus Palace und Pasiphae Palace wurden 1997 bzw. 1998 für 56 Mrd. Drachmen erworben, zwischen Italien und Griechenland eingesetzt und gleichzeitig die moderne Catamaran Ferry Highspeed 1 und Ariadne in der Linie Piräus – Kykladen eingesetzt.
2000 wurde die Hochgeschwindigkeitsfähre Prometheus von der Werft Samsung Heavy Industrie in Südkorea empfangen und ein Schwesterschiff bestellt. Weiter wurde von der italienischen Fincantieri-Werft die Hochgeschwindigkeitsfähre Knossos Palace erworben und von Piräus nach Iraklio (Kreta) eingesetzt. Am 26. September 2000 fuhr die Fähre Express Samina der Minoan Flying Dolphins auf ein Riff vor Paros auf und sank in kurzer Zeit. Dabei starben 80 Menschen.
Die auf der Linie Iraklio–Piräus–Iraklio verkehrende Fähre N. Kazantzakis wurde 2001 verkauft und von dem Schwesterschiff der Knossos Palace, der Festos Palace, ersetzt. Nach der Übernahme der neuen Hochgeschwindigkeitsfähre Festos Palace wurde die strategische Zusammenarbeit zwischen Minoan Lines und Grimaldi, dem größten Reedereikonzern Italiens, angekündigt. Durch diese Kooperation baute Minoan Lines ihren Aktivitätsbereich außerhalb der Adria-Linien aus und wurde im westlichen Mittelmeer aktiv. In erster Phase verband das Unternehmen Westitalien mit Tunesien, danach auch mit verschiedenen Mittelmeerhäfen Frankreichs. Außerdem sind die Festos Palace und Knossos Palace als Kreuzfahrtschiffe für Grimaldi Ferries im Einsatz.
Am 10. Mai 2002 wurde die Europa Palace, die von der Fincantieri-Schiffswerft in Italien gebaut wurde, in Dienst gestellt und auf der Route von Ancona nach Patras über Igoumenitsa und Korfu eingesetzt. Mit der Übernahme der Ariadne Palace wurde ein beachtliches Investitionsprogramm der Gesellschaft zum Bau von sieben neuen Schiffen in Gesamthöhe von ca. 670 Mio. Euro vervollständigt. Durch die Schiffe, die eine hohe Reisegeschwindigkeit mit Komfort und Luxus verbinden, erneuerte die Gesellschaft ihre Flotte. Am 31. Mai 2002 wurde die Ariadne Palace, ehemals Oceanos, erstmals auf der neuen Fahrstrecke Genua – Malta – Tunesien eingesetzt, welche die Minoan Lines in Zusammenarbeit mit dem italienischen Grimaldi-Konzern nunmehr erschließen.

## Umstrukturierung
Ab 2003 begann Minoan mit einer vorzeitigen Tilgung der Bankkredite und einer stärkeren Ausrichtung auf Profitabilität. So wurden die beiden in Südkorea gebauten Schiffe Prometheus und Oceanus zur Kredittilgung und Flottenharmonisierung verkauft, es folgte 2004 auch die Trennung von der Fluglinie Aegean Airlines, mit dem Erlös wurde die Beteiligung an der regionalen Reederei Hellas Flying Dolphins (heute: Hellenic Seaways) auf 33,31 % aufgestockt. Schließlich wurde auch die Fähre Ariadne Palace zum 1. Dezember 2006 an die italienische Fährgesellschaft Moby Lines verkauft, wie Minoan Lines Anfang September 2006 bekannt gab.
Im Jahr 2008 übernahm die italienische Grimaldi-Gruppe eine Kontrollmehrheit.
Im Februar 2009 wurde die Pasiphae Palace an die SNCM verkauft und im März übergeben. Als Ersatz wurde temporär die Eurostar Barcelona, die jetzt Grimaldi gehört, eingesetzt, die in Zeus Palace umbenannt wurde und in der Vergangenheit bereits als Prometheus für Minoan im Einsatz war. Seit Herbst 2009 hat Minoan Lines die Cruise Europa und ab Juni 2010 Cruise Olympia. Am 10. August 2009 fuhr die „Zeus Palace“ in der Hafeneinfahrt von Venedig auf eine Sandbank auf. Nach 14 Stunden kamen die Passagiere ans Ziel. Seit Auslieferung der Cruise Europa ist die von Grimaldi gecharterte Fähre wieder für Grimaldi im Einsatz.
Zum 1. Juli 2012 wurde die Strecke Venedig-Patras im Zuge der Umstrukturierung aufgegeben, die Patras-Ancona-Linie wurde dafür ab Dezember 2012 nach Triest verlängert. Mit Beginn des Jahres 2017 wurde stattdessen Venedig wieder zweimal in der Woche nachts angefahren.
Mittlerweile befindet sich Minoan Lines im Besitz von Grimaldi, Palermo, Italien.

## Schiffe

### Aktuelle Flotte
Minoan Lines besitzt zurzeit sieben Hochgeschwindigkeitsfähren. Dies ist nach den Schiffen aus der Gründungszeit der Reederei und den Fähren aus der Zeit Ende der 1980er/Anfang der 1990er Jahre die dritte Generation. Sie sind alle Neubauten und weisen in ihrem Aufbau große Ähnlichkeiten auf bzw. sind Schwesterschiffe (vgl. Tabelle).
Am 12. Oktober 2009 erhielt die Reederei das Fährschiff Cruise Europa, mit deren in Dienststellung der Einstieg in die 4. Generation an Fährschiffen vollzogen wurde. Seit dem 15. Oktober 2009 verkehrt die Cruise Europa auf der Route Ancona – Igoumenitsa – Patras. Auch das neueste Fährschiff, die Cruise Olympia, verkehrt seit dem 3. Juli 2010 auf dieser Route. Die Ikarus Palace ist heute für die Konzernmutter Grimaldi im Einsatz.
| Name             | Baujahr | Vermessung | Länge    | Breite  | Passagiere | Spurmeter | Bauwerft    | Status/Route                                |
| ---------------- | ------- | ---------- | -------- | ------- | ---------- | --------- | ----------- | ------------------------------------------- |
| Knossos Palace   | 2000    | 37.482 BRZ | 214,00 m | 26,40 m | 2500       | 1500      | Fincantieri | in Dienst Heraklion–Piräus                  |
| Kydon Palace     | 2001    | 37.482 BRZ | 214,00 m | 26,40 m | 2500       | 1500      | Fincantieri | in Dienst Chania–Piräus                     |
| Festos Palace    | 2002    | 36.894 BRZ | 214,00 m | 26,40 m | 1922       | 1932      | Fincantieri | in Dienst Piräus–Heraklion                  |
| Santorini Palace | 2005    | 4.927 BRZ  | 85,00 m  | 21,20 m | 1160       |           | Austal      | in Dienst Heraklion–Santorini–Paros–Mykonos |
| Cruise Europa    | 2009    | 54.310 BRZ | 225,00 m | 30,40 m | 2850       | 3050      | Fincantieri | in Dienst Patras–Igoumenitsa–Ancona         |
| Cruise Olympia   | 2010    | 54.310 BRZ | 225,00 m | 30,40 m | 2850       | 3050      | Fincantieri | in Dienst Patras–Igoumenitsa–Ancona         |

### Ehemalige Schiffe

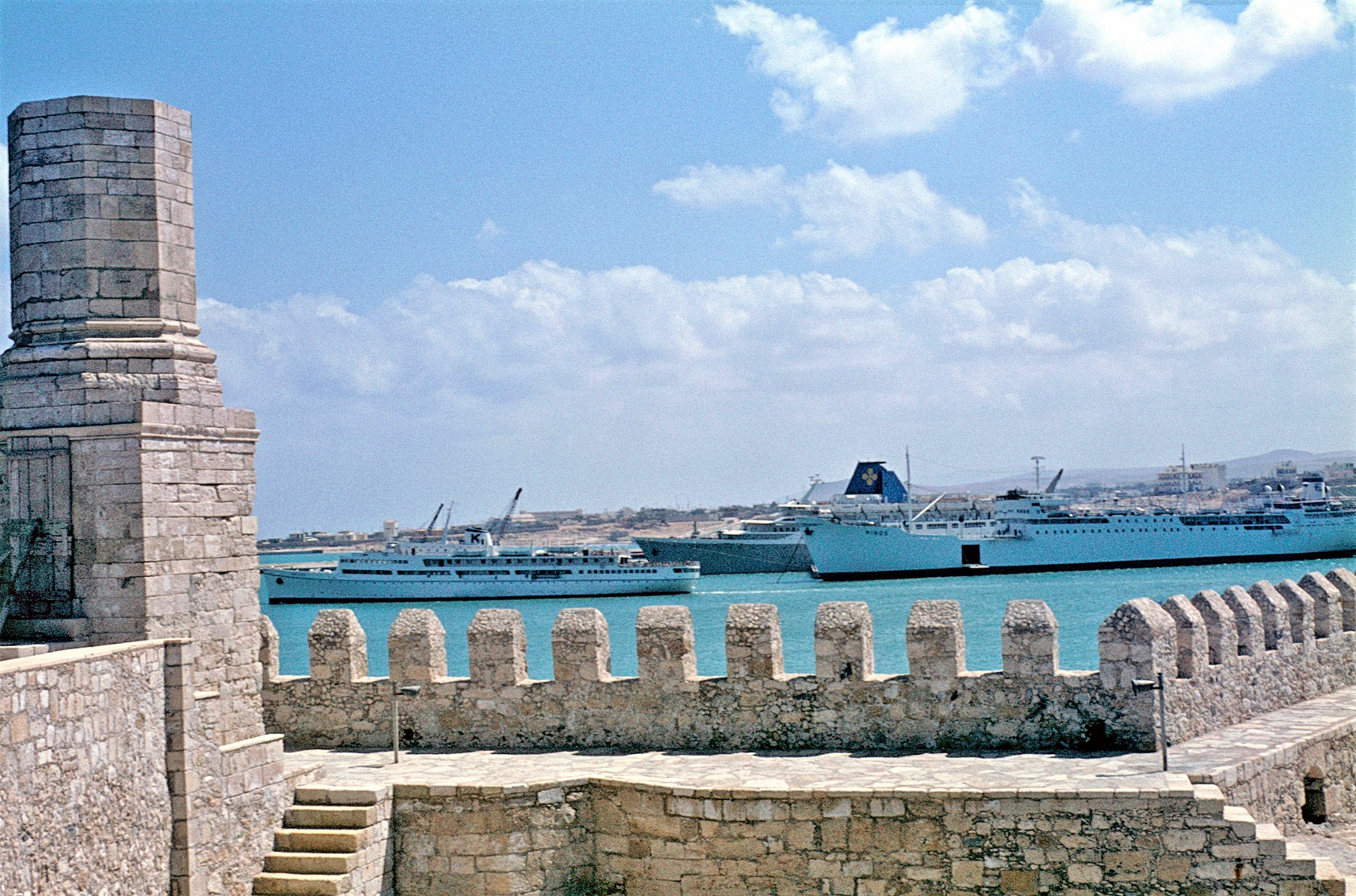
Minos im Hafen von Heraklion (1973)

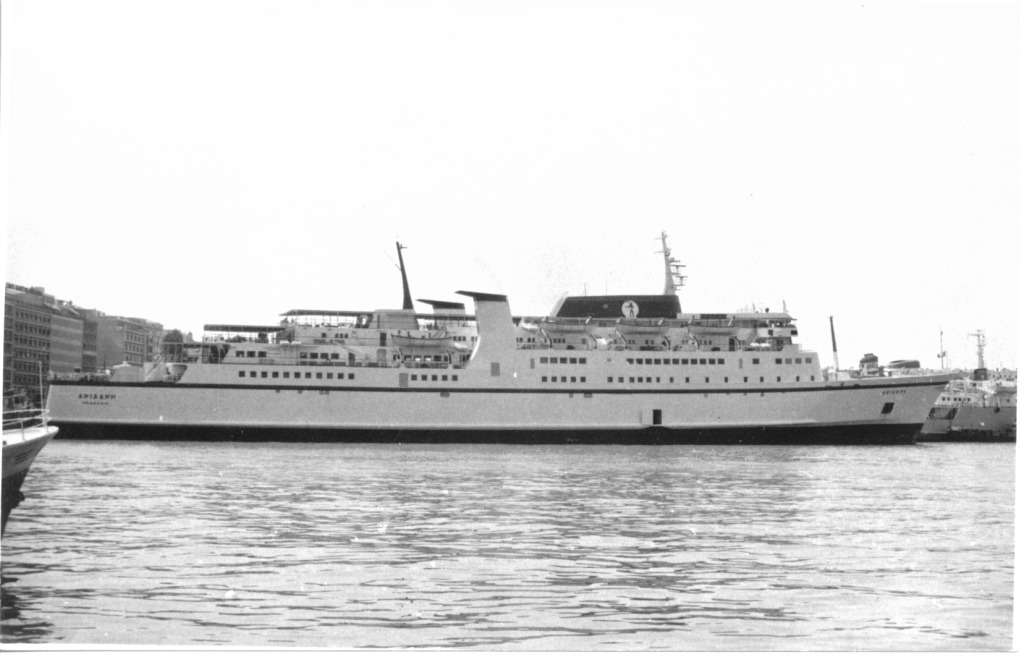
Ariadne im Hafen von Piräus (1984)

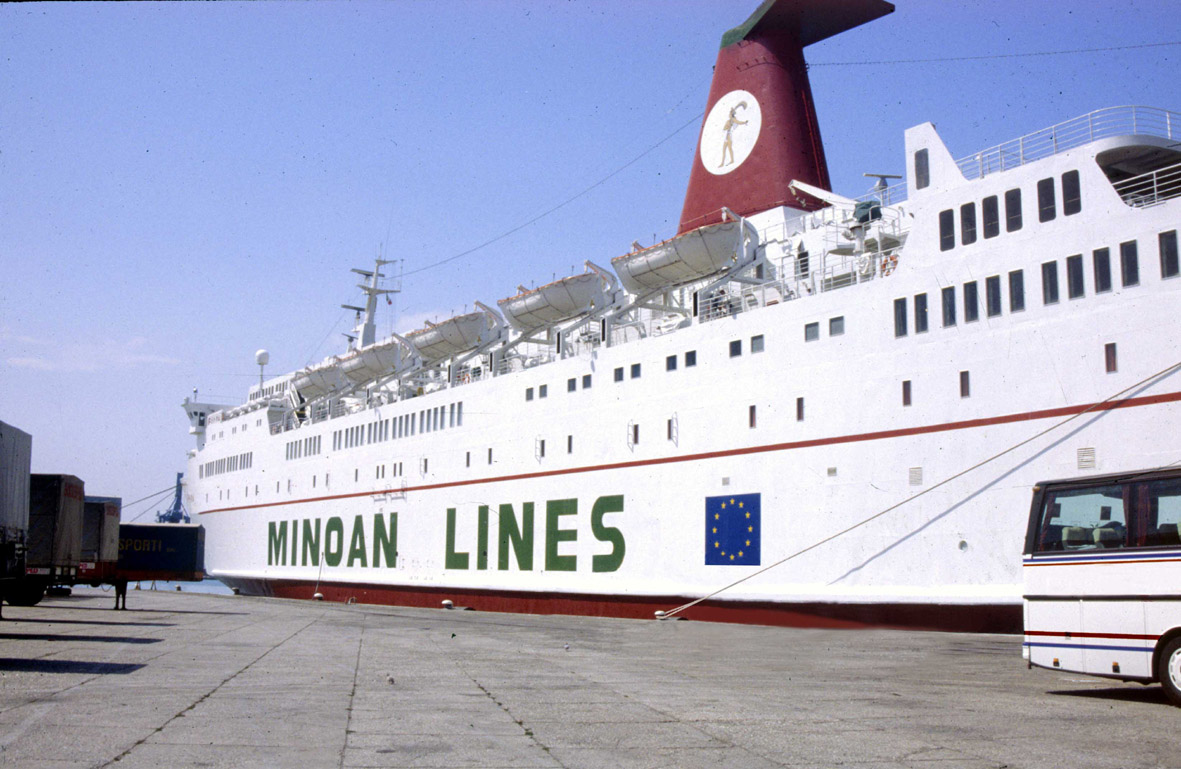
Die Fedra

- Minos (Bj. 1952 als Öltanker, ML: 1974–1984)
- Ariadne (Bj. 1967, ML: 1975–1999)
- Zakros(Bj. 1953, ML: 1977–1985)
- Knossos (Bj. 1966, ML: 1978–1998)
- El Greco (Bj. 1972 ML: 1979–2002)
- Festos (Bj. 1966, ML: 1984–1998), fuhr viele Jahre unter dem Namen 'Finnpartner' für Finnlines
- Ro/Ro Agia Galini (Bj. 1973, ML: 1986–2002)
- Fedra (Bj. 1974, ML: 1987–2000)
- King Minos (Bj. 1972, ML: 1987–2002)
- N. Kazantzakis (Bj. 1972, ML: 1989–2001)
- Daedalus (Bj. 1973, ML: 1989–2005)
- Aretousa I (Bj. 1972, ML: 1991)
- Erotokritos (Bj. 1974, ML: 1991–2002)
- Aretousa II (Neubau (1995), ML: 1995–2002)
- Ikarus (Neubau (1997), ML:1997–2001), wurde 2001  in Ikarus Palace umbenannt, wurde von der Muttergesellschaft Grimaldi übernommen und als Cruise Smeralda eingesetzt; 2023 verkauft
- Pasiphae (Neubau (1998), ML: 1998–2002), 2002 in Pasiphae Palace umbenannt,  wurde im Februar 2009 an die französische  Reederei SNCM  verkauft und in Jean Nicoli umbenannt.
- Prometheus (Neubau (2001), ML: 2001–2003)
- Oceanus (Bj. 2001, ML: 2001–2002) wurde in Ariadne Palace I (ML: 2002–2003) umbenannt, 2003 außerdem als Ariadne Palace One eingesetzt und später an Corsica Ferries verkauft.
- Ariadne Palace (Bj. 2002, ML: 2002–2006) wurde zum 1. Dezember 2006 an Moby Lines verkauft und in Moby Tommy umbenannt.
- Olympia Palace (Bj. 2002, ML: 2002–2012) wurde von der Muttergesellschaft Grimaldi übernommen und fährt jetzt als Cruise Bonaria im westlichen Mittelmeer

### Abbildungen

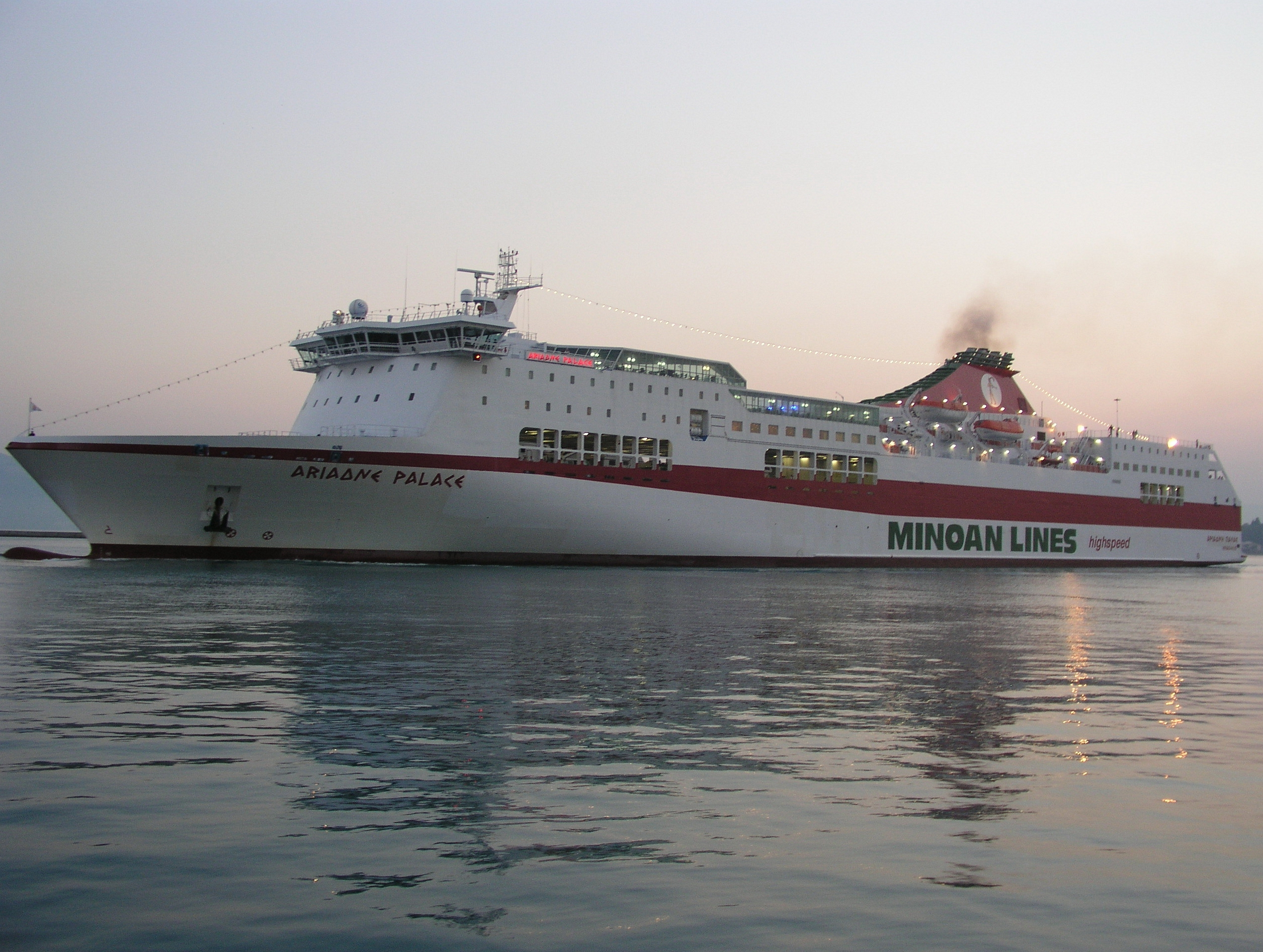
Ariadne Palace (weiters: 1)
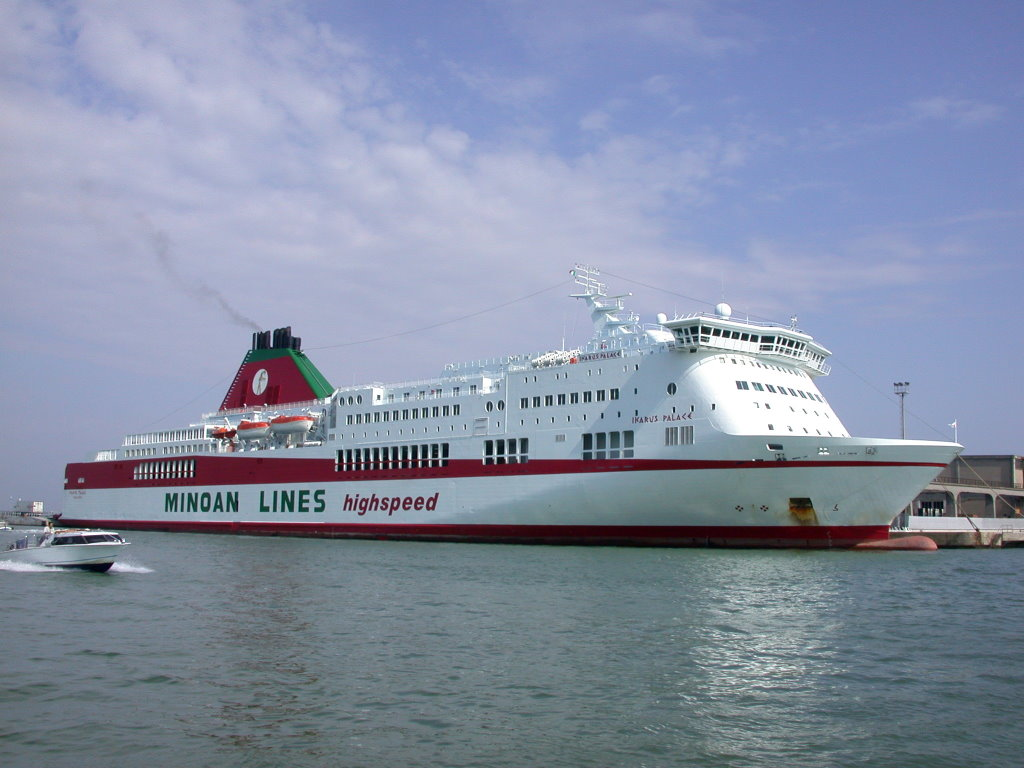
Ikarus Palace (weitere: 1, 2, 3, 4)
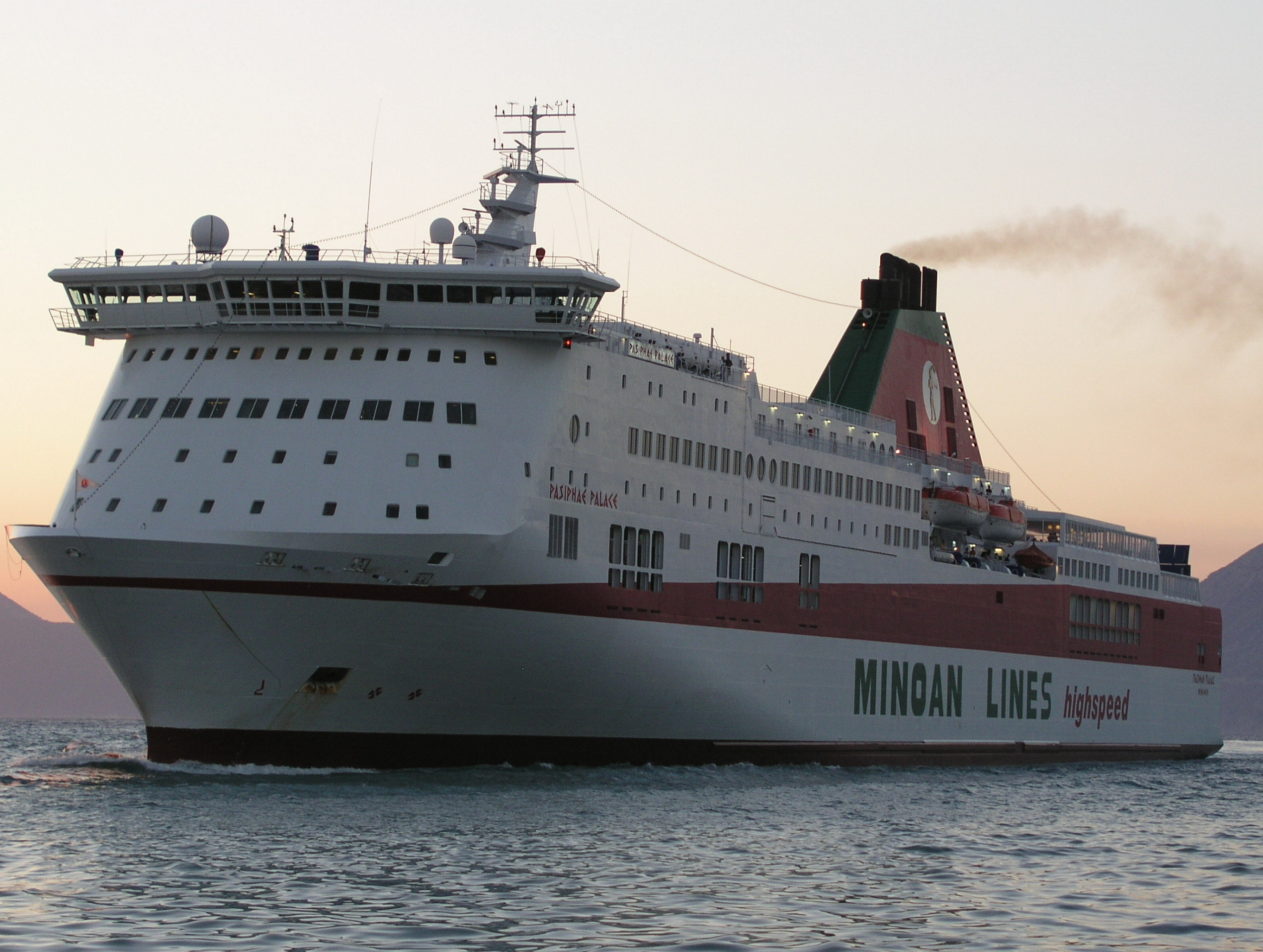
Pasiphae Palace (weitere: 1, 2, 3)
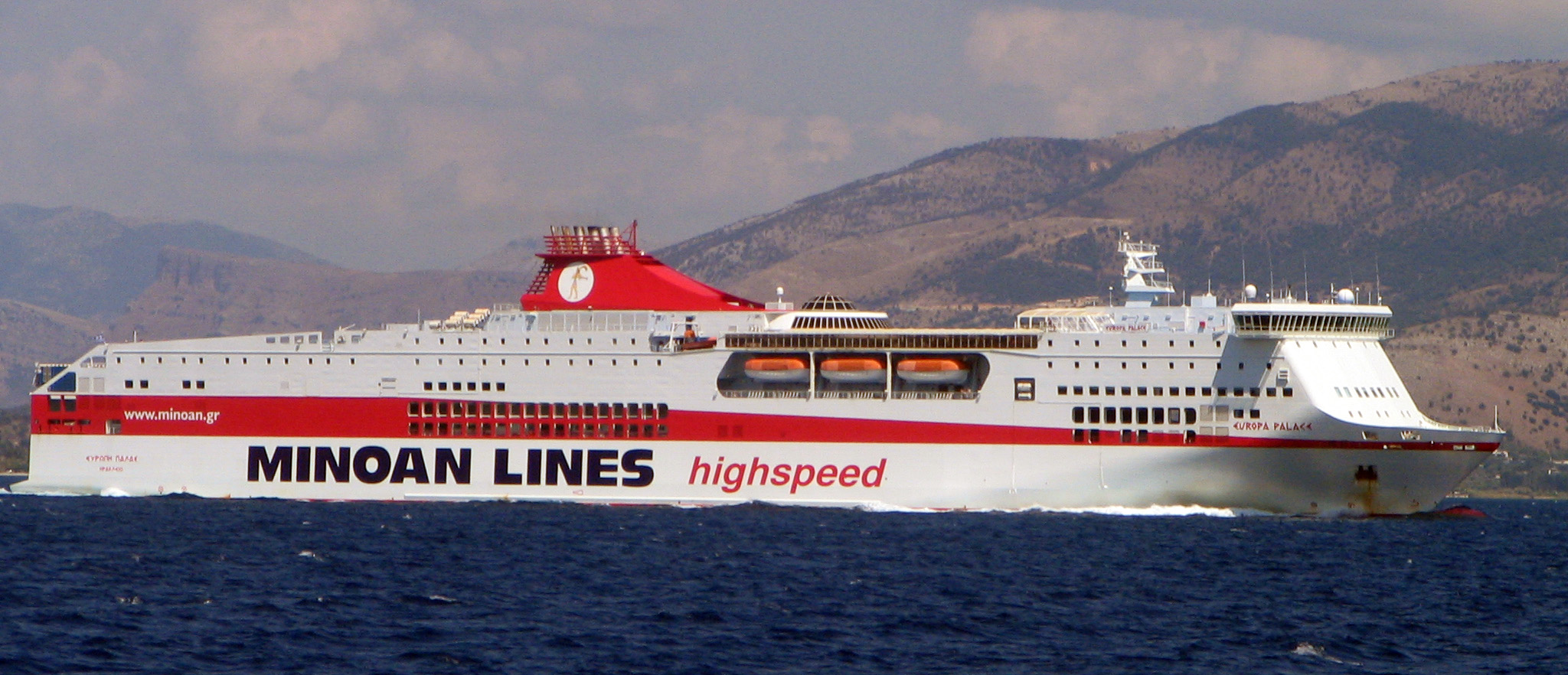
Europa Palace
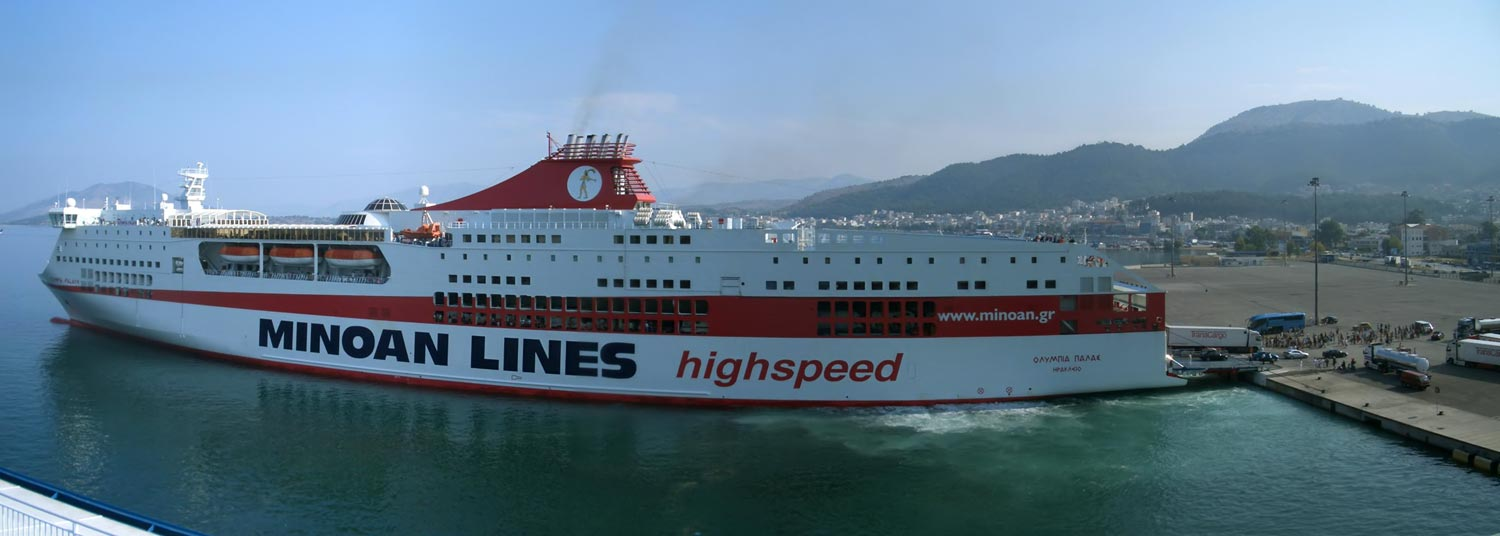
Olympia Palace (weitere 1, 2)
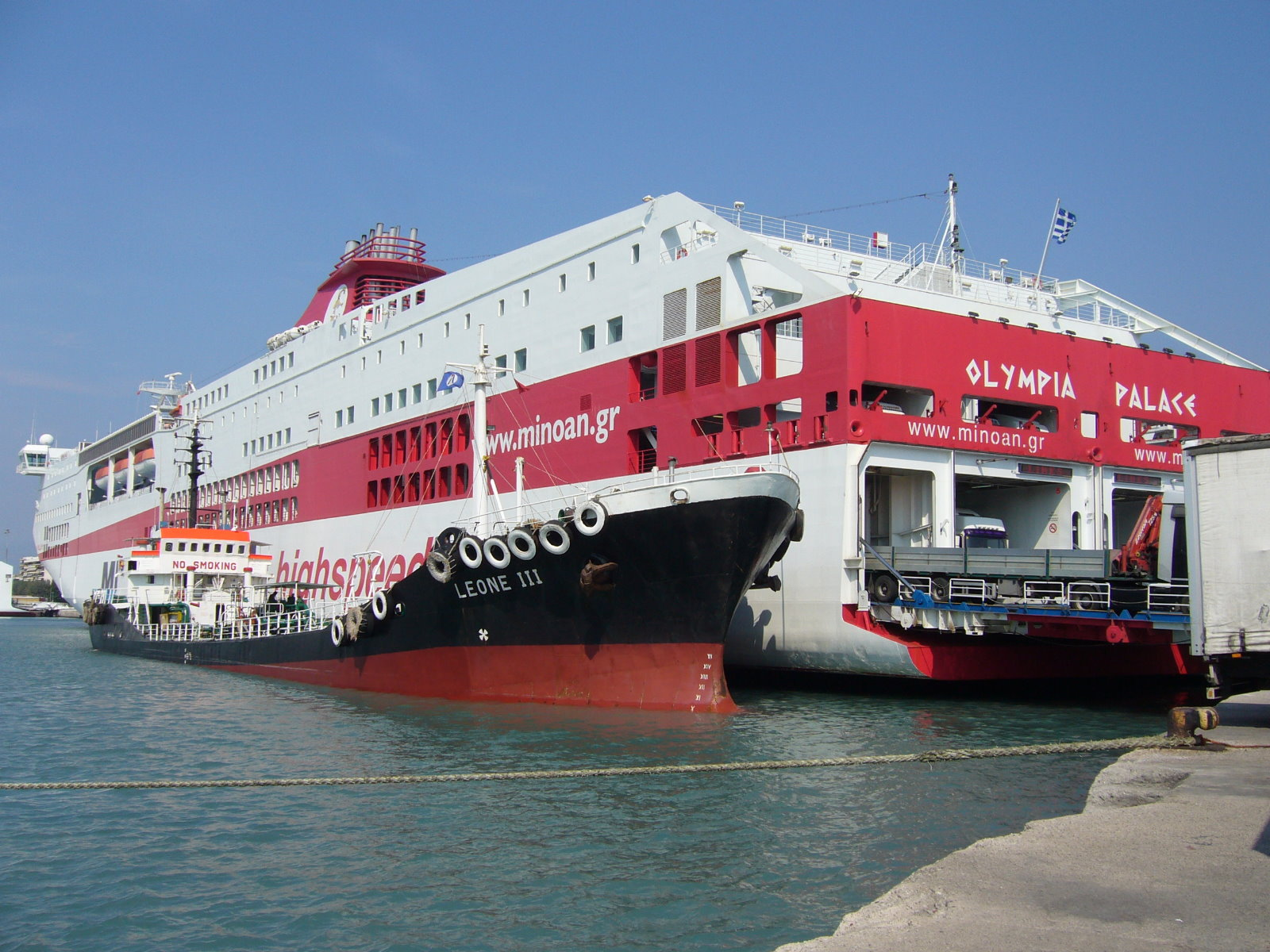
Olympia Palace beim Bunkern im Hafen von Patras

## Die Fährverbindungen

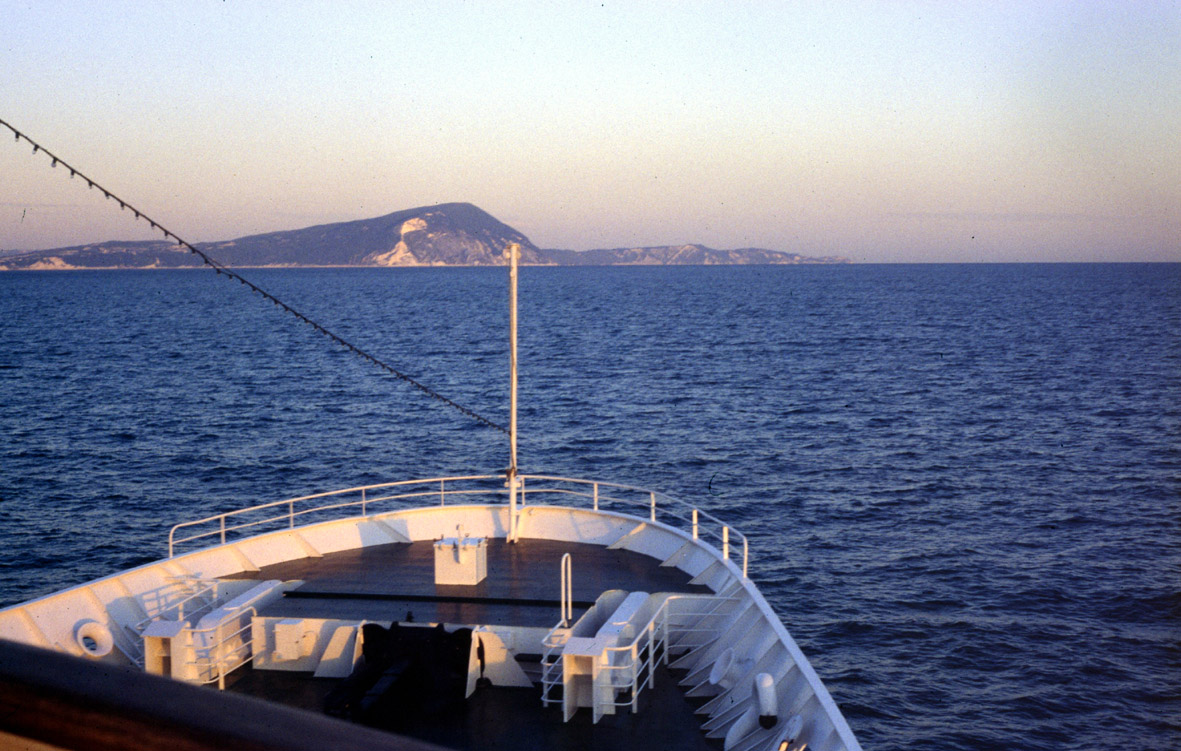
Vordeck der Ariadne

Minoan Lines bietet innergriechische, aber auch internationale Fährverbindungen an. Die innergriechischen Routen verlaufen zwischen den Häfen Piräus (Athen), Iraklio (Kreta), Korfu, Igoumenitsa und Patras.
Seit Dezember 2012 bietet Minoan Lines eine neue Fährverbindung zwischen Triest – Ancona – Igoumenitsa – Patras an. Eingesetzt werden die Schiffe Cruise Europa und Cruise Olympia.
In der Hauptsaison 2014 soll nach aktuellem Fahrplan Ravenna statt Ancona angelaufen werden.
Auf den Fähren sind im Sommer neben den LKW v. a. Urlauber zu finden, in den Monaten der Nebensaison werden einzelne Fähren auch als Kreuzfahrtschiffe mit verschiedenen Zielen eingesetzt.

## Auszeichnungen
- Fährgesellschaft des Jahres 2005; von der griechischen Lloyd’s List
- Die Knossos Palace ist von der angesehenen europäischen Fachzeitschrift Cruise & Ferry Info zur weltbesten Kreuzfahrtfähre für das Jahr 2000 ernannt worden.
- Beim Londoner Wettbewerb Cruise & Ferry Conference/Lloyd’s List ist Knossos Palace als die Kreuzfahrtfähre mit der weltweit besten Innenarchitektur ausgezeichnet worden.
- Hinzu kommt der internationale Preis Zitelle – Meeting Planner, den Minoan Lines für ihre ausgezeichneten Dienstleistungen erhalten hat.